# Ануй (река)
Ану́й — река в Республике Алтай и Алтайском крае, левый приток Оби. Длина реки составляет 327 км, площадь бассейна 6930 км².
Исток находится в Усть-Канском районе Республики Алтай, протекает по нему 35 км. В Алтайском крае река протекает по территории Солонешенского, Петропавловского, Быстроистокского и Смоленского районов.
Основные притоки: Сибирка (Сибирячиха — левый, длина 34 км), Слюдянка (левый, 46 км), Соловьиха (правый, 32 км), Кудриха (левый, 32 км), Камышенка (правый, 67 км), Карама (277 км), Каракол (294 км).

## Хозяйственное использование

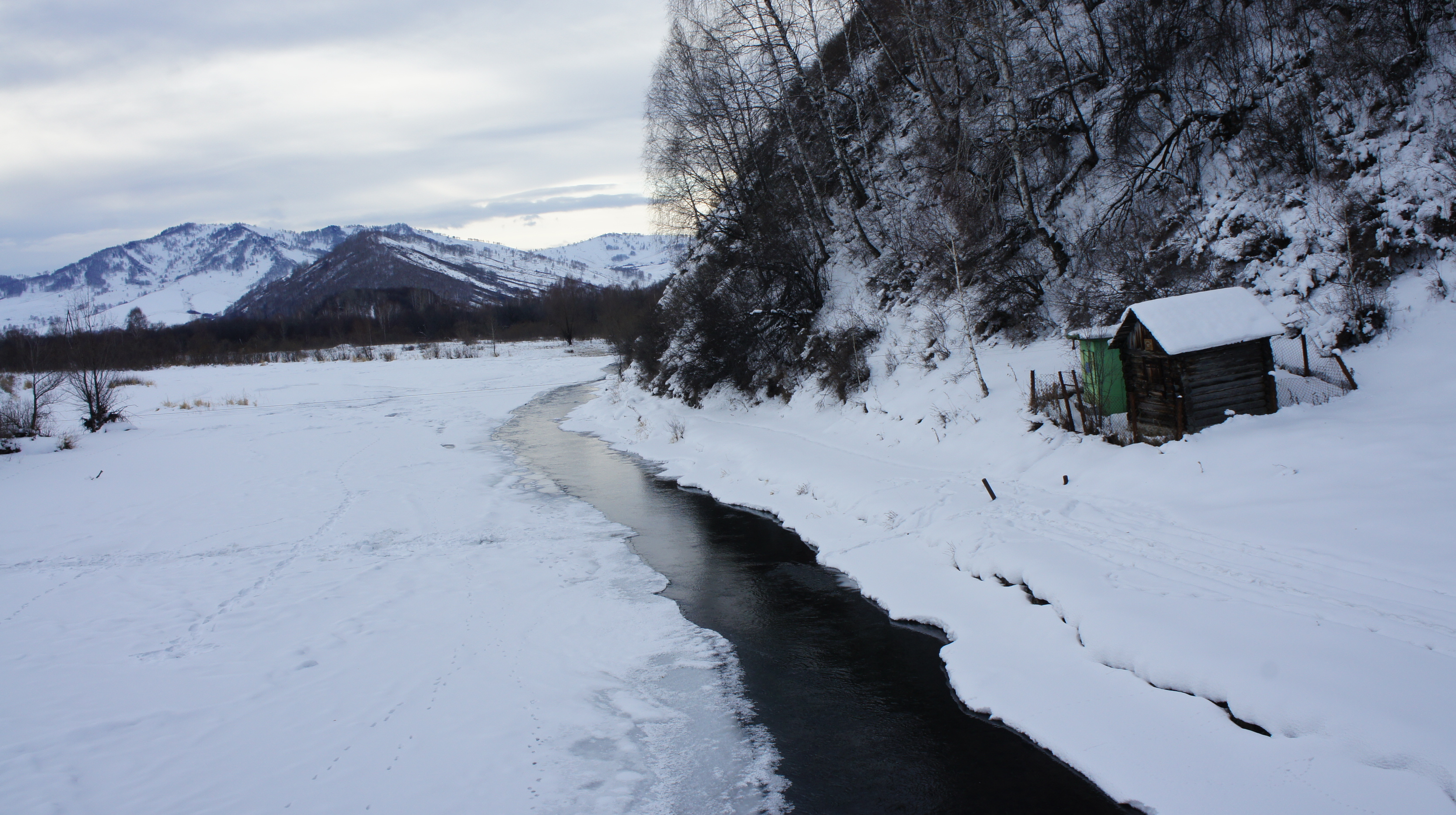
река Ануй зимой

На берегах расположены районные центры Солонешное и Петропавловское. До середины 1950 годов река использовалась для молевого сплава леса.
В 2008 году ОАО «РусГидро» исследовало возможность использования Ануя для строительства каскада гидроэлектростанций. К настоящему времени проведено обследование створов реки Ануй, определено возможно место строительства ГЭС на Ануе мощностью 1.2 МВт и мощностью 6.5 МВт возле сёл Солонешное и Сибирячиха.

## Наводнение в мае 2014 года
В последних числах мая 2014 года в результате продолжительных дождей произошёл резкий подъём воды в реках предгорных районов Алтая (Солонешенском, Чарышском, Солтонском, Красногорском). В Солонешном Ануй 30 мая затопил центральную, низменную часть села. На реке было снесено до семи деревянных мостовых переправ. В селе Антоньевка Петропавловского района Ануй снёс подвесной мост, на котором в тот момент находились пятеро местных жителей. В результате двое мужчин были смыты в воду и пропали без вести.

## Интересные факты
- Предположительно, название реки происходит от алтайского «ан» — зверь и «уйа» — гнездо[10].
- Энциклопедический словарь Брокгауза и Ефрона приводит второе название реки — Катунья, которое сегодня не используется[11].
- В навигацию 1958 года Алтайское управление по освоению и эксплуатации малых рек попыталось освоить Ануй. Во время весеннего половодья было сделано несколько рейсов с горючим в Петропавловский район. Но низкие деревянные мосты затруднили проход судов[12]. Позже, по мере развития автомобильного транспорта, к идее судоходства на Ануе не возвращались, хотя на старых картах река отмечена как судоходная ниже села Петропавловское[13].
- В долине Ануя находятся археологические памятники Денисова пещера и стоянка Карама.

## Притоки
(км от устья)
- 21 км: Камышенка
- 38 км: река без названия
- 60 км: Притычная
- 116 км: река без названия
- 116 км: Кудриха
- 134 км: Соловьиха
- 157 км: Слюдянка
- 160 км: Татарка
- 178 км: Таловка
- 184 км: Вятчиха
- 189 км: Березовка
- 203 км: Сибирячиха
- 211 км: Юртинская
- 228 км: Черемшанка
- 236 км: Большая Речка
- 243 км: Солонешная
- 244 км: Язевка
- 255 км: Черновой Ануй
- 257 км: Дрезговитная
- 273 км: Щепета
- 275 км: Аскаты
- 277 км: Карама
- 291 км: Шинок
- 294 км: Каракол
- 298 км: Черга
- 302 км: Мута
- 304 км: Турата